# Ömer Kulga
Ömer Alp Kulga (* 8. Januar 1989 in Sint-Niklaas) ist ein belgisch-türkischer Fußballspieler.

## Karriere

### Belgien und Niederlande
Ömer Kulga kam 1989 in der belgischen Kleinstadt Sint-Niklaas als Sohn türkischer Arbeiter zur Welt. Hier startete er in der Jugend seines Ortsvereins CS Visé mit dem Vereinsfußball.
Bei CS Visé fiel er den Talentsichtern von MVV Maastricht auf. So wechselte er in die Jugend der Niederländer. Hier trainierte er unter ehemaligen bekannten Spielern wie Phillip Cocu und Ernest Faber. 2008 erhielt er einen Vertrag und wurde Teil des Profi-Kaders. In zwei Spielzeiten absolvierte er 33 Ligaspiele.

### Türkei
Im Sommer 2011 wechselte er in die höchste türkische Spielklasse zu Kayserispor. Hier spielte er ausschließlich für die Reservemannschaft.
Ohne ein Spiel für Kayserispor absolviert zu haben, wechselte er zum Frühjahr 2012 innerhalb der Liga zu Orduspor. Bis zum Saisonende kam er auf sieben Süper-Lig-Spiele.
Zum Sommer 2013 löste er mit Orduspor seinen noch zwei Jahre gültigen Vertrag vorzeitig auf und wechselte zum Zweitligisten Mersin İdman Yurdu.
Zur Winterpause 2013/14 unterschrieb er einen Vertrag beim Zweitligisten Denizlispor. Nach der Saison verlängerte er seinen auslaufenden Vertrag um ein weiteres Jahr bis Mai 2015, der im Februar 2015 jedoch vorzeitig aufgelöst wurde.
Daraufhin unterschrieb Kulga beim Ligarivalen Boluspor. Hier spielte er eine Spielzeit lang und wechselte anschließend zum Erstligisten Osmanlıspor FK. Dieser Verein lieh ihn für die Hinrunde der Saison 2015/16 an den Drittligisten Bugsaşspor aus und holte ihn zur Rückrunde zurück.
Zur Saison 2016/17 wechselte er zu seinem ehemaligen Verein Denizlispor.
Nach zwei Spielzeiten bei Denizlispor wechselte Kulga zu Manisa Büyükşehir Belediyespor und unterschrieb bis zum Saisonende 2018/19. Doch schon nach sechs Monaten wechselte er bis Saisonende weiter zu Tokatspor.
Im Sommer 2019 schloss er sich dann Ergene Velimeşe SK an, sein Vertrag wurde jedoch im Dezember wieder aufgelöst.